# Dreams Come True Tour
Where the Dreams Come True Tour var en turné med Westlife 2001 i Europa och Asien.
En dvd spelades också in under en konsert i Dublin.

## Låtarna under turnén
1. Dreams Come True
2. No No
3. If I Let You Go
4. Swear It Again
5. Somebody Needs You
6. Seasons In The Sun
7. I Have A Dream
8. You Make Me Feel
9. When You're Looking Like That
10. My Love
11. More Than Words
12. My Girl
13. Medley:
  1. Can't Get Next To You
  2. Ain't Too Proud To Beg
  3. Baby I Need Your Lovin'
14. What Becomes Of The Brokenhearted
15. Fool Again
16. Uptown Girl
17. What Makes A Man
18. I Lay My Love On You
19. Flying Without Wings